# Richard Heß
Richard Heß (Berlijn, 6 april 1937 - aldaar, 9 juni 2017) was een Duitse beeldhouwer.

## Leven en werk
Heß werd geboren in Berlijn en volgde daar van 1952 tot 1952 een opleiding tot houtsnijder. Van 1957 tot 1962 studeerde hij beeldhouwkunst aan de Hochschule für Bildende Künste. Hij studeerde in 1963 af bij de beeldhouwer Bernhard Heiliger. In 1958 kreeg hij de Kunstpreis für Grafik van het Maison de France in Berlijn. Hij had zijn eerste tentoonstelling bij Galerie Verein Berliner Künstler in 1966. Van 1965 tot 1968 assisteerde hij professor Jürgen Weber aan de architectuurfaculteit van de Technische Universität Braunschweig en aansluitend van 1968 tot 1971 professor Waldemar Grzimek aan de Technsche Hochschule Darmstadt, waar hij van 1972 tot 1980 was aangesteld als docent. In 1980 won hij de Darmstädter Kunstpreis. Ten slotte was hij van 1980 tot 2001 hoogleraar aan de Fachhochschule Bielefeld in Bielefeld.
De kunstenaar was van 1974 tot 1976 bestuurslid van de Neue Darmstädter Sezession en vertegenwoordigde in 1995 Duitsland tijdens de Biënnale van Venetië.
Hij overleed op 80-jarige leeftijd in zijn geliefde Berlijn.

## Werken (selectie)[1]
- Großer Boxer (1972)
- Adam (1973), Gesundbrunnen-Klinikum in Heilbronn
- Schreiender (1975), Skulpturengarten AVK in Berlin-Schöneberg
- Leviathan (1975)
- Der Wächter (1980), Zehntscheuer in Güglingen
- Große Schreitende (1981), Böblingen
- Großer Minotaurus (1982), Sennestadtring in Bielefeld-Sennestadt
- La Sella (1982), Skulpturengarten AVK in Berlin-Schöneberg
- Gäste im Hotel (1982), Hotel Königshof in Bonn
- David und Goliath (1983), Hauptwache in Frankfurt am Main
- Kardinal (1986)
- Mädchen mit Ohrring (1988)
- Großes Paar (1990)
- Fragment eines Reiterdenkmals (1991)
- Europa[2] (1997)
- Badende VI (2003)

## Fotogalerij

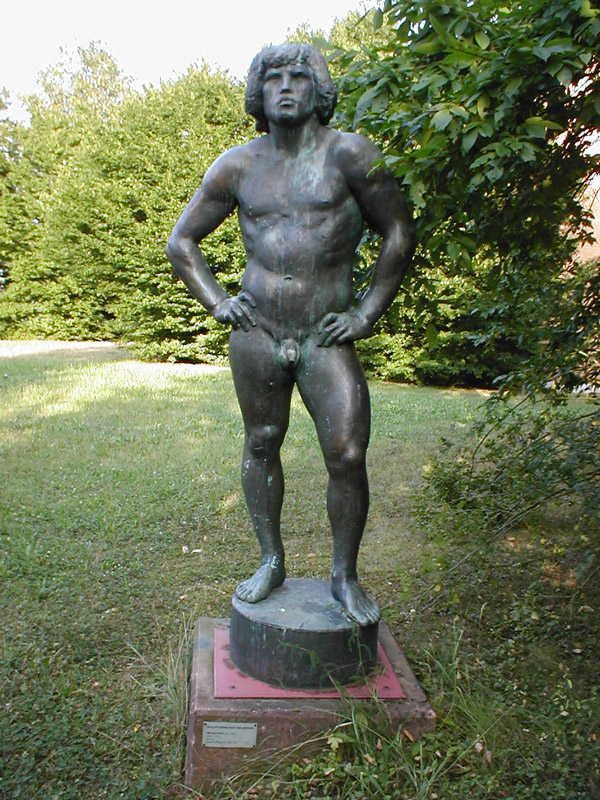
Adam (1973), Heilbronn
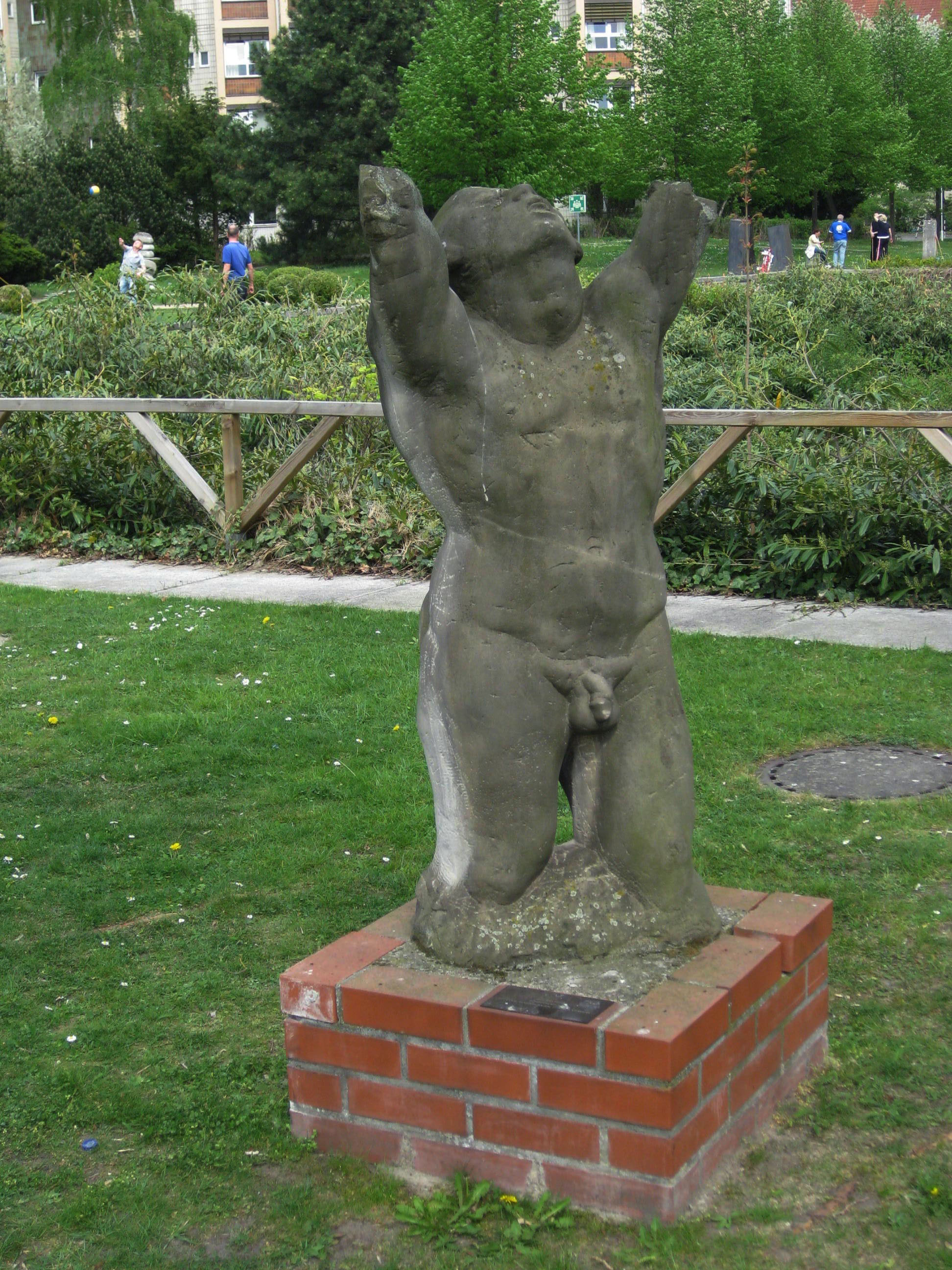
Schreiender (1975), Berlijn
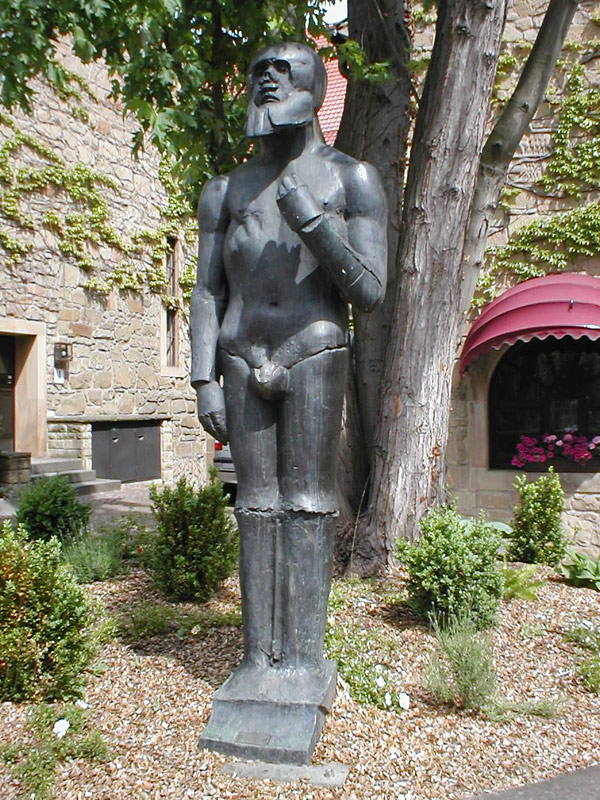
Wächter (1980), Güglingen
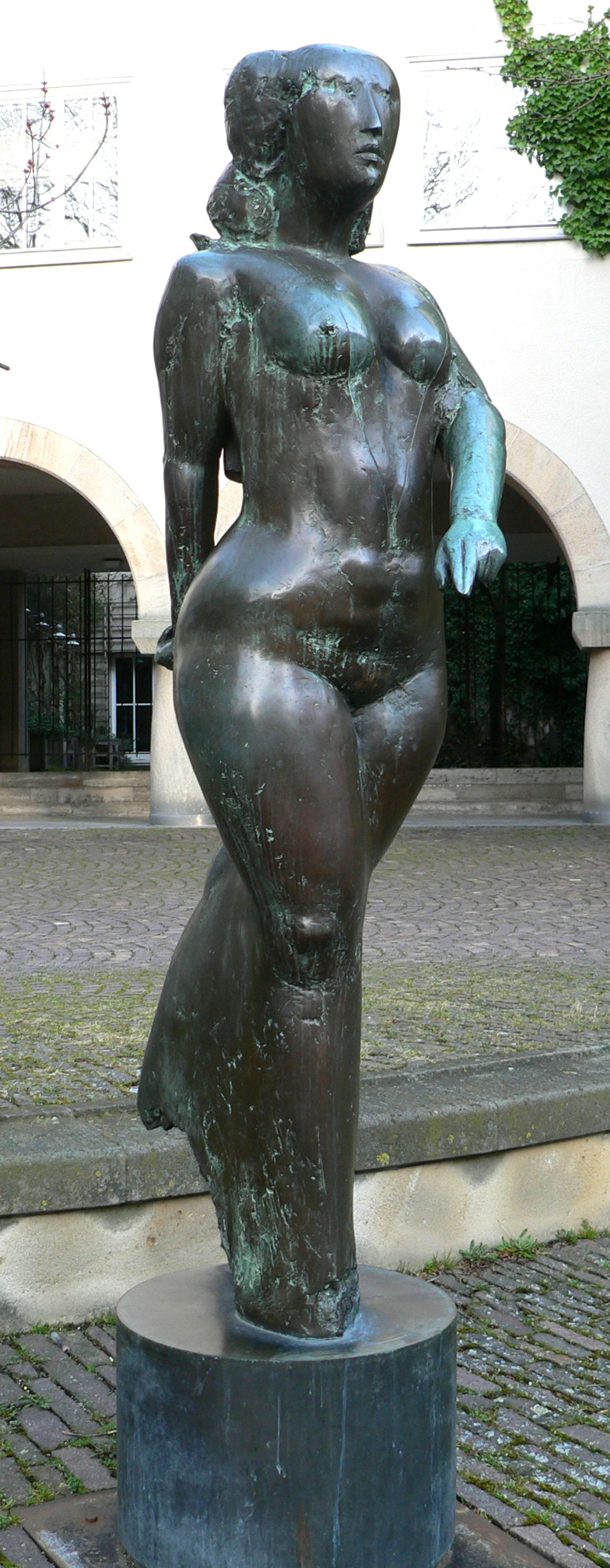
Große Schreitende (1981), Böblingen
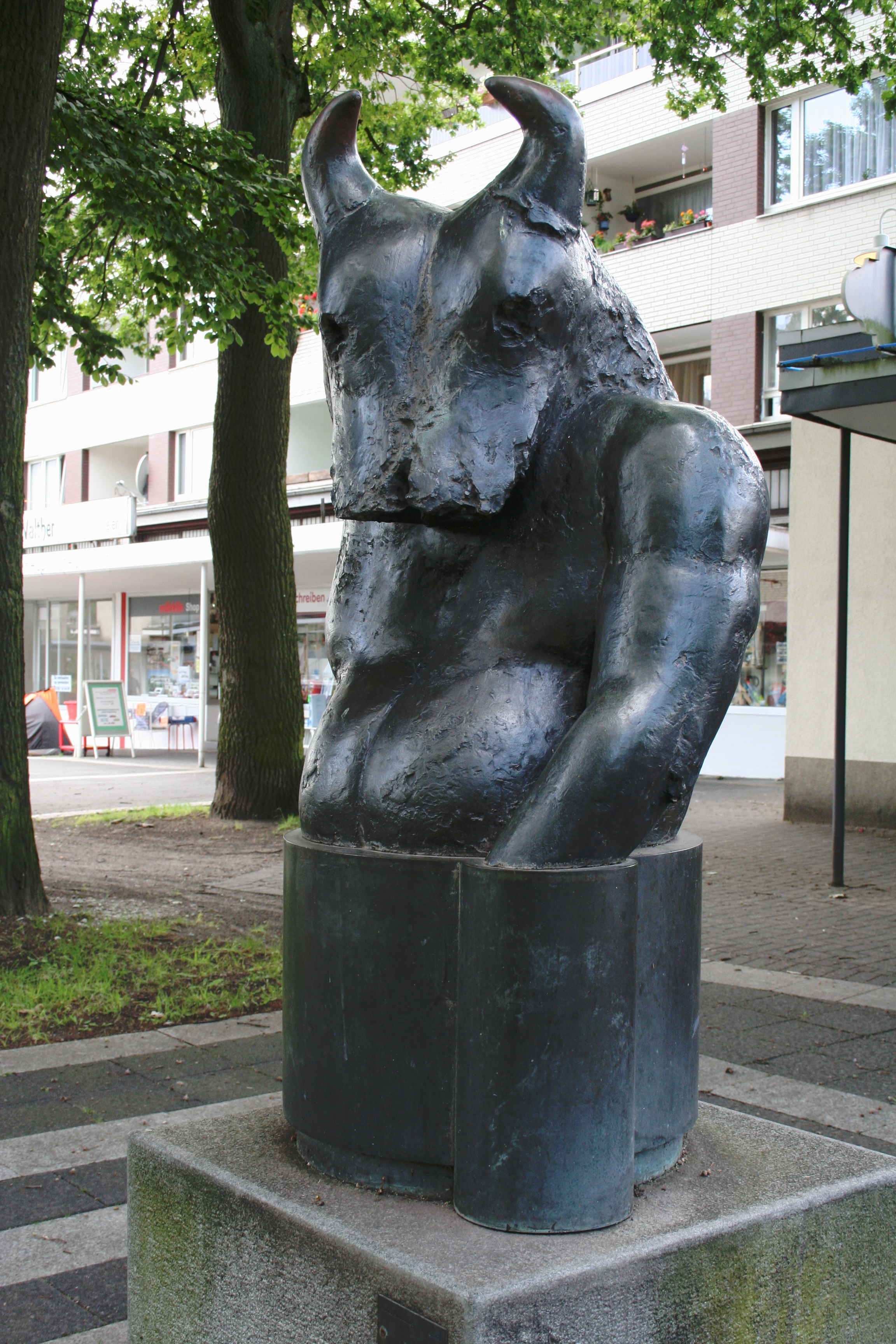
Großer Minotaurus (1982), Bielefeld-Sennestadt
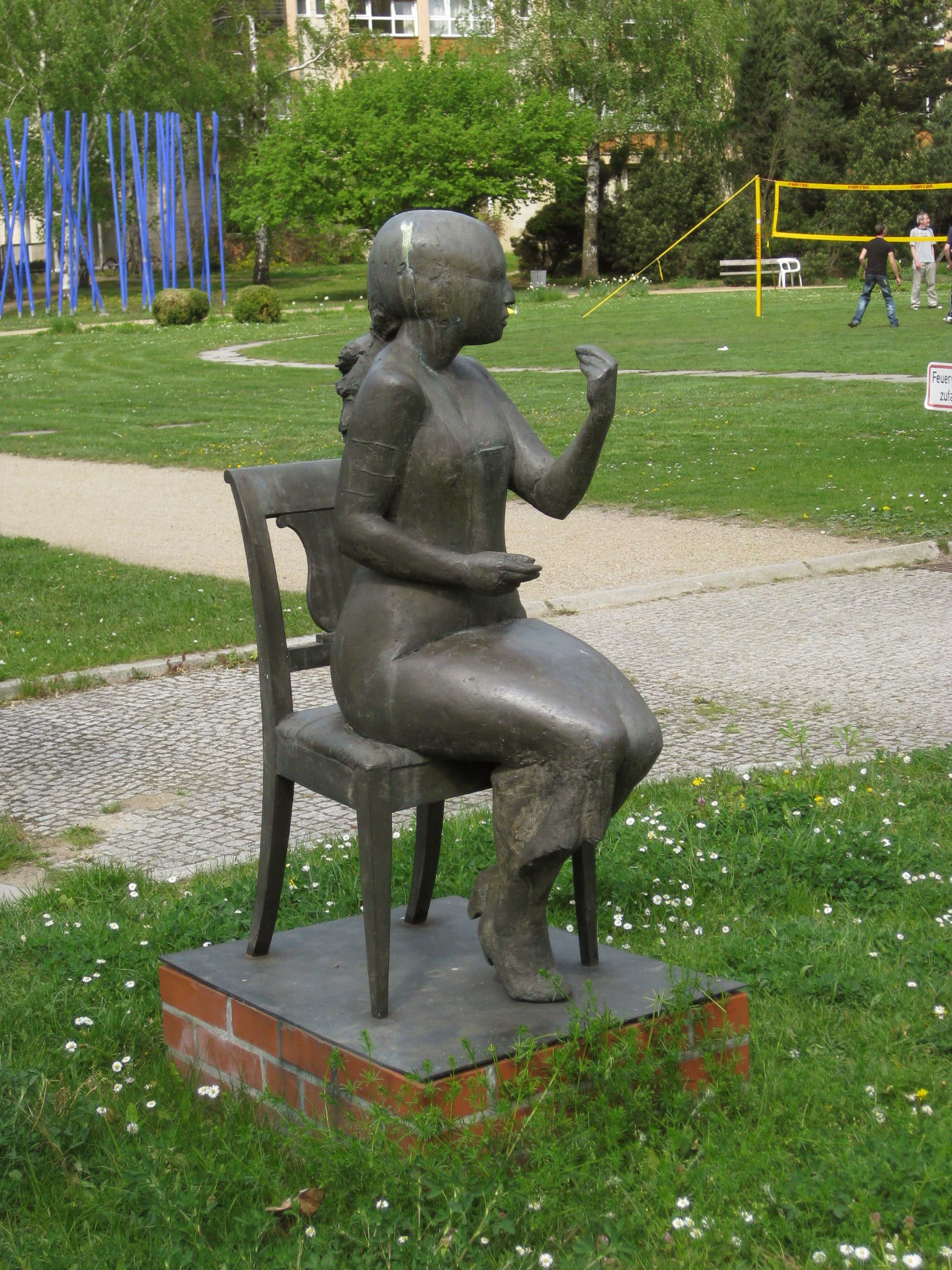
La Sella (1982), Berlijn
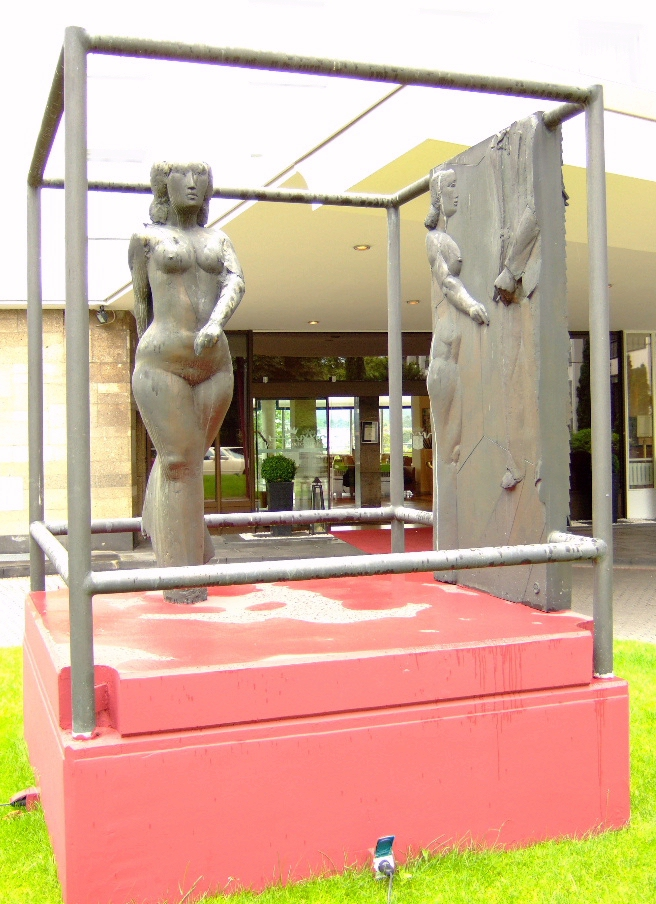
Gäste im Hotel (1982), Bonn
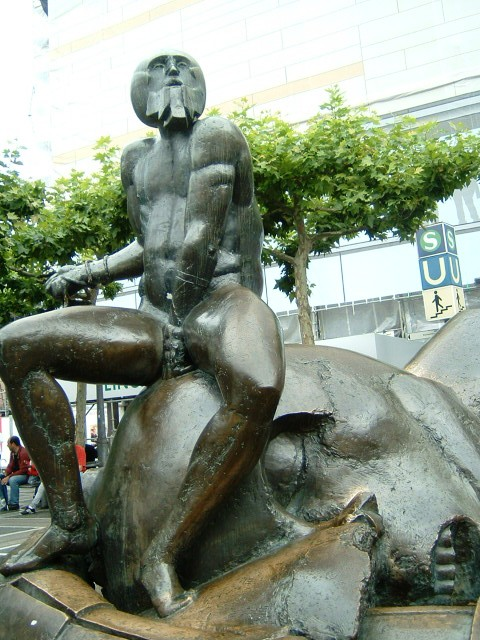
David und Goliath (1983), Frankfurt am Main